# Lecanodiaspis subterranea
Lecanodiaspis subterranea är en insektsart som beskrevs av Kosztarab och Howell 1978. Lecanodiaspis subterranea ingår i släktet Lecanodiaspis och familjen Lecanodiaspididae. Inga underarter finns listade i Catalogue of Life.